# Jun'ichirō Tanizaki
Jun’ichiro Tanizaki (谷崎潤一郎 Tanizaki Jun-ichiō?) (n. 24 iulie 1886, Nihonbashi-ku⁠(d), prefectura Tokyo⁠(d), Japonia – d. 30 iulie 1965, Atami, Prefectura Shizuoka, Japonia) a fost un scriitor japonez.
Viața lui se întinde pe trei perioade din istoria Japoniei moderne (Meiji 1868–1912, Taisho 1912–1926 și Showa 1926–1989). A intrat la secția de literatură a Universității Imperiale din Tokyo, dar a renunțat la studii în 1910, preferând să se dedice scrisului.
Tanizaki a transpus în limba japoneză modernă cartea considerată a fi primul roman din lume, Genji Monogatari („Povestea lui Genji”), care datează de la începutul secolului al XI-lea. 

## Romane
- Shisei („Tatuajul”), 1910
- Chijin no ai („Dragostea unui nebun”), 1924
- Tade kuu mushi („Gusturile diferă”), 1928
- Momoku monogatari („Povestea unui orb”), 1931
- Manji („Semnul budist”), 1931
- Neko to Shozo to futari no onna („O pisică, un bărbat și două femei”), 1936
- Sasame yuki („Zăpadă măruntă”), 1943–1948
- Kagi („Cheia”), 1956
- Yume no ukihashi („Podul plutitor al viselor”), 1959
- Futen rojin nikki („Jurnalul unui bătrân nebun”), 1962 etc.

## Eseuri
- In’ei raisan („Elogiu umbrelor”), 1934
- Bunsho tokuhon („Despre stil”), 1935

## Romane apărute în limba română
- O pisică, un bărbat și două femei, Editura Nemira, 2006
- Club Gourmet, Editura Nemira, 2007
- Labirintul destinului, Editura Trei, 2007
- Jurnalul unui bătrân nebun, Editura Univers, Colecția Cotidianul, 2007
- Cheia, Editura Univers, 2009